# Liste der National Historic Sites of Canada in Ottawa
Diese Liste beinhaltet alle Bauwerke, Objekte und Stätten in der kanadischen Hauptstadt Ottawa, die den Status einer National Historic Site of Canada (frz. lieu historique national du Canada) besitzen. Das kanadische Bundesministerium für Umwelt nahm 25 Stätten in diese Liste auf. Von diesen werden zwei von Parks Canada verwaltet.
National Historic Sites in der übrigen Provinz Ontario finden sich in der Liste der National Historic Sites of Canada in Ontario.

## National Historic Sites
| Historische Stätte                                       | Datum                                    | Kenn- zeichnung | Standort                     | Beschreibung | Foto                                               |
| -------------------------------------------------------- | ---------------------------------------- | --------------- | ---------------------------- | --- | -------------------------------------------------- |
| Aberdeen-Pavillon                                        | 1898 (Bauende)                           | 1983            | 45° 24′ 0″ N, 75° 40′ 58″ W  | Die einzige große Ausstellungshalle Kanadas aus dem 19. Jahrhundert, die erhalten geblieben ist; ebenso der älteste verbleibende Austragungsort, in welchem um den Stanley Cup gespielt wurde. | Aberdeen Pavilion                                  |
| Friedhof Beechwood                                       | 1873 (Gründung)                          | 2000            | 45° 26′ 49″ N, 75° 39′ 36″ W | Herausragendes Beispiel ländlicher Friedhofsarchitektur des 19. Jahrhunderts, mit einer stattlichen Anzahl an Mausoleen, Denkmälern und Grabsteinen von historischer Bedeutung für Kanada, Ontario und Ottawa; Beechwood wurde 2009 zum Nationalen Friedhof Kanadas bestimmt und dient seit 1944 als Nationaler Militärfriedhof der Kanadischen Streitkräfte sowie seit 2004 als Nationaler Gedächtnisfriedhof der Royal Canadian Mounted Police. | Beechwood Cemetery                                 |
| Billings Estate                                          | 1829 (Bauende)                           | 1968            | 45° 23′ 23″ N, 75° 40′ 20″ W | Eines der ältesten Wohnhäuser Ottawas, erbaut von Braddish Billings, dem ersten Siedler der Gloucester Township; sein Haus bildete den Kern des Stadtteils Billings Bridge. | Billings Estate                                    |
| Kathedralbasilika Notre Dame                             | 1842–1897 (Bauphase)                     | 1990            | 45° 25′ 47″ N, 75° 41′ 47″ W | Römisch-katholische Basilika und Sitz des Erzbistums Ottawa-Cornwall; gilt als außergewöhnliches Beispiel neugotischer Architektur in Kanada. | Cathédrale Notre-Dame d’Ottawa                     |
| Central Chambers                                         | 1891 (Bauende)                           | 1990            | 45° 25′ 24″ N, 75° 41′ 43″ W | Bekanntes Beispiel eines Geschäftsgebäudes im Queen-Anne-Stil, an einem herausragenden Standort am zentral gelegenen Confederation Square. | Central Chambers                                   |
| Château Laurier                                          | 1912 (Fertigstellung des ersten Flügels) | 1980            | 45° 25′ 32″ N, 75° 41′ 42″ W | Eines von Kanadas bedeutendsten Eisenbahnhotels; erbaut im Neorenaissance-Stil im Auftrag der Grand Trunk Railway; aufgrund der Nähe zu Parliament Hill scherzhaft auch als „dritte Parlamentskammer“ bezeichnet. | Château Laurier                                    |
| Confederation Square                                     | 1939 (Bauende)                           | 1984            | 45° 25′ 27″ N, 75° 41′ 44″ W | Zweitwichtigster zeremonieller Platz Ottawas nach dem Parliament Hill, mit dem National War Memorial im Zentrum und dem Valiants Memorial an der Peripherie; umgeben vom Château Laurier, dem Government Conference Centre, dem National Arts Centre, den Central Chambers, den Scottish Ontario Chambers, dem Central Post Office, dem Langevin Block und dem East Block.                                                                        | Confederation Square                               |
| Connaught-Gebäude                                        | 1916 (Bauende)                           | 1990            | 45° 25′ 36″ N, 75° 41′ 41″ W | Beeindruckendes Verwaltungsgebäude des Bundes und urbane Landmarke im neugotischen Stil; eines der herausragendsten Werke von David Ewart, Chefarchitekt des Ministeriums für öffentliche Bauvorhaben von 1896 bis 1914. | Connaught-Gebäude                                  |
| Diefenbunker / Central Emergency Government Headquarters | 1959 (Bauende)                           | 1994            | 45° 21′ 6″ N, 76° 2′ 52″ W   | Unterirdischer Bunker mit vier Stockwerken, der einer indirekten Atombombenexplosion widerstehen konnte; erbaut für die Unterbringung wichtiger politischer und militärischer Führungspersonen im Falle eines Atomkriegs. | Central Emergency Government Headquarters          |
| Earnscliffe                                              | 1857 (Bauende)                           | 1960            | 45° 26′ 15″ N, 75° 41′ 56″ W | Haus am Ottawa River; einst das Wohnhaus des ersten kanadischen Premierministers John Macdonald, heute die offizielle Residenz des britischen Hochkommissars in Kanada. | Earnscliffe                                        |
| Ehemaliges Archivgebäude                                 | 1906 (Bauende)                           | 1990            | 45° 25′ 50″ N, 75° 41′ 56″ W | Gebäude im spätgotischen Stil englischer Prägung (Tudor Gothic); Standort der Public Archives of Canada von 1906 bis 1907 und des Canadian War Museum von 1967 bis 2005. | Ehemaliges Archivgebäude                           |
| Ehemaliges Gebäude des Geological Survey of Canada       | 1863 (Bauende)                           | 1955            | 45° 25′ 35″ N, 75° 41′ 38″ W | Eines der ältesten Regierungsgebäude der Hauptstadt und erster Standort des Geological Survey of Canada; beherbergte auch die Vorläufer der National Gallery of Canada und des Canadian Museum of Nature. | Ehemaliges Gebäude des Geological Survey of Canada |
| Ehemaliges Ottawa Teacher’s College                      | 1875 (Bauende)                           | 1974            | 45° 25′ 12″ N, 75° 41′ 27″ W | National bedeutendes Beispiel der Neugotik in einem eklektischen Design; diente bis 1974 als Lehrerseminar und ist heute der Ostflügel der Ottawa City Hall. | Ehemaliges Ottawa Teacher’s College                |
| John R. Booth Residence                                  | 1909 (Bauende)                           | 1990            | 45° 25′ 0″ N, 75° 41′ 33″ W  | Für den „Bauholzbaron“ John Rudolphus Booth errichtetes Wohnhaus; national bedeutendes Beispiel des Queen-Anne-Stils. | John R. Booth Residence                            |
| Langevin Block                                           | 1889 (Bauende)                           | 1977            | 45° 25′ 25″ N, 75° 41′ 49″ W | Eines der besten Beispiele des Second-Empire-Stils in Kanada; erstes zweckgebunden errichtetes Gebäude der Bundesregierung außerhalb von Parliament Hill; beherbergt die Büros des Kanadischen Kronrats. | Langevin Block                                     |
| Laurier House                                            | 1878 (Bauende)                           | 1956            | 45° 25′ 40″ N, 75° 40′ 41″ W | Wohnhaus der liberalen Politiker Wilfrid Laurier und William Lyon Mackenzie King, als sie Premierminister und Oppositionsführer waren; erbaut in einem Übergangsstil zwischen Italianate und Second Empire. | Laurier House                                      |
| Maplelawn                                                | 1834 (Bauende)                           | 1989            | 45° 23′ 18″ N, 75° 45′ 43″ W | Seltenes Landhauses des frühen 19. Jahrhunderts in Kanada und herausragendes Beispiel des britischen Klassizismus; besterhaltenes Beispiel eines ummauerten Gartens des 19. Jahrhunderts in Kanada. | Maplelawn                                          |
| National Arts Centre                                     | 1969 (Bauende)                           | 2006            | 45° 25′ 23″ N, 75° 41′ 38″ W | Gebaut zur Erinnerung an die Hundertjahrfeier Kanadas und in Form von Sechsecken gestaltet; das Zentrum präsentiert die kulturellen und architektonischen Errungenschaften Kanadas in der zweiten Hälfte des 20. Jahrhunderts. | National Arts Centre                               |
| Parlamentsgebäude                                        | 1865 (Bauende)                           | 1976            | 45° 25′ 30″ N, 75° 41′ 59″ W | Sitz des Parlaments von Kanada an einem außergewöhnlichen Standort auf einem Hügel über dem Ottawa River; wichtiges Symbol des kanadischen Staates und der Bundesregierung. | Parlamentsgebäude                                  |
| Außenanlagen des Parlamentsgebäudes                      | 1875 (Bauende)                           | 1976            | 45° 25′ 28″ N, 75° 41′ 57″ W | Brennpunkt nationaler Feierlichkeiten in Ottawa; die Außenanlagen wurden ursprünglich von Calvert Vaux entworfen und danach mit 18 Denkmälern und Gedenkstätten ergänzt. | Außenanlagen des Parlamentsgebäudes                |
| Rideau Canal                                             | 1837 (Bauende)                           | 1925            | 45° 25′ 33″ N, 75° 41′ 50″ W | Aus militärischen Gründen errichteter Kanal nach Kingston, um eine sichere Versorgungsroute im Kriegsfall zu ermöglichen; heute touristisch genutzt und ein UNESCO-Welterbe. | Rideau Canal                                       |
| Rideau Hall                                              | 1838 (Bauende)                           | 1979            | 45° 26′ 40″ N, 75° 41′ 9″ W  | Offizielle Residenz des Generalgouverneurs von Kanada; exzellentes Beispiel der Nachempfindung eines frühneuzeitlichen Landhauses englischer Prägung. | Rideau Hall                                        |
| Nationale historische Stätte Royal Canadian Mint         | 1908 (Bauende)                           | 1979            | 45° 25′ 52″ N, 75° 41′ 57″ W | Sitz der königlichen kanadischen Münzprägestätte; schlossähnliches Gebäude im spätgotischen Stil Englands (Tudor Gothic). | Royal Canadian Mint                                |
| Victoria Memorial Museum                                 | 1911 (Bauende)                           | 1990            | 45° 24′ 46″ N, 75° 41′ 20″ W | Gebäude des Canadian Museum of Nature; beherbergte ursprünglich die National Gallery of Canada und Sammlungen des Geological Survey of Canada; von 1916 bis 1922 vorübergehend Sitz des Parlaments. | Victoria Memorial Museum                           |
| Central Experimental Farm/Ferme expérimentale centrale   | 1886 (Gründung)                          | 1997            | 45° 22′ 57″ N, 75° 42′ 49″ W | Seltenes Beispiel eines Bauernhofes auf Stadtgebiet, der als Forschungsanstalt des Landwirtschaftsministeriums genutzt wird; bedeutende Stätte der kanadischen Forschung. | Zentrale Versuchsfarm                              |